# Försters honingeter
De Försters honingeter (Melidectes foersteri) is een zangvogel uit de familie Meliphagidae (honingeters). Deze vogel is genoemd naar zijn ontdekker, de Duitse botanicus en natuuronderzoeker Friedrich Förster (1865-1918).

## Verspreiding en leefgebied
Deze soort is endemisch op het Huon-schiereiland in het noordoosten van Nieuw-Guinea.

## Status
De grootte van de populatie is niet gekwantificeerd maar de soort wordt omschreven als algemeen. Op de Rode lijst van de IUCN heeft deze soort de status niet bedreigd.